# Heut' ist heut'
Heut’ ist heut’, op. 471, är en vals av Johann Strauss den yngre. Den spelades första gången den 28 mars 1897 i Gyllene salen i Musikverein i Wien. 

## Historia
Johann Strauss var 70 år när han sommaren 1896 accepterade librettot av Alfred Maria Willner och Bernhard Buchbinder till sin nya operett Die Göttin der Vernunft. Det dröjde dock inte länge förrän det uppstod stridigheter, då Strauss var allt annat än nöjd med handlingen i operetten, som var tänkt att visa en skämtsam sida av den franska revolutionen. När Strauss önskade distansera sig från projektet skrev Willner bestämt till honom den 9 augusti 1896: "Herr Buchbinder vill inte på några villkor bryta kontraktet mellan oss tre... och jag för min del känner mig bunden att fortsätta följa kontraktet. Följaktligen ska jag tillåta mig att skicka ytterligare textrader till dig". Strauss var således tvingad att fortsätta komponerandet men var inte närvarande vid premiären i Theater an der Wien den 13 mars 1897. Det musikaliska arbetet hade överlåtits till kapellmästaren Adolf Müller junior (1839-1901). Strauss dödssjuke vän Johannes Brahms släpade sig till premiären, men gick under tredje akten. Han avled av cancer den 3 april samma år. Recensenten i Wiener Rundscha dömde som så många andra ut valet av libretto men fortsatte: "Hur som helst, musiken har många förtjänster, särskilt instrumenteringen, även om de förväntade valspärlorna inte infriades".
Förlaget "Emil Berté & Cie" visade föga intresse för operetten och blev nästan paralyserade då verket togs bort från repertoaren efter endast 36 föreställningar. Kanske var det då som Strauss bestämde sig för att själv arrangera de traditionella, separata orkesternumren med teman från operetten, då fem av de sex styckena endast gavs ut i klaverutdrag. Valsen Heut' ist heut' gavs ut med Strauss dedikation till målaren Leopold Horowitz. Med anledning av Strauss Guldjubileum 1894 hade Horowitz överräckt sitt visitkort som "ett presentkort för en målning lika vacker som ert vackra huvud". Strauss hade löst in presenten i Bad Ischl sommaren 1896 och Horowitz sände honom målningen den 17 december samma år.
Vid Capelle Strauss sista konsert för säsongen i Musikverein den 28 mars 1897 dirigerade Johanns broder Eduard Strauss det första framförandet av den nya valsen i ett eget orkesterarrangemang. Två månader senare, den 29 maj 1897, dirigerade Eduard den engelska premiären av valsen vid en kvällskonsert i London's Imperial Institute. Olyckligtvis verkar det som om Eduard antagligen förstörde detta arrangemang då han brände hela Straussarkivet i oktober 1907. Professor Ludwig Babinski har därför orkestrerat den nuvarande versionen utifrån det existerande klaverutdraget.
Valsens inledning är hämtad från två duetter i akt II; "O Nachtigall, es ist die Liebe!" (Nr 8) och "Da nicken die Giebel" (Nr 11), medan vals 1A är från akt II, Bonhommes solovals "Schöne, wilde Jugendzeit" (Nr 9). Vals 2A hämtar material från Ernestines entréaria (Nr 7a) i akt I, "Das Weib muss verstehen", medan vals 4A och 4B återfinns i akt II, duetten mellan grevinnan och Robert, "O sing, o sing". Vals 2B återfinns endast i ouvertyren (vilken Strauss inte färdigställde förrän efter 25:e föreställningen). Förmodligen kasserades valserna 2B, 1B, 3A, 3B och 4C antingen före premiären eller kort därefter, då de inte återfinns i klaverutdraget.

## Om valsen
Speltiden är ca 9 minuter och 42 sekunder plus minus några sekunder beroende på dirigentens musikaliska tolkning.
Valsen var ett av sex verk där Strauss återanvände musik från operetten Die Göttin der Vernunft:
- Heut' ist heut', Vals, Opus 471
- Nur nicht mucken, Polka-française, Opus 472
- Wo uns're Fahne weht, Marsch, Opus 473
- Da nicken die Giebel, Polkamazurka, Opus 474
- Frisch gewagt, Galopp, Opus 475
- Göttin der Vernunft, Kadrilj, Opus 476

## Weblänkar
- Heut’ ist heut’ i Naxos-utgåvan.